# Positiv særbehandling
Positiv særbehandling beskriver ligestillingspolitiske indsatser, som støtter medlemmer af grupper, der er dårligere stillet end andre grupper, med det formål at ændre samfundsmæssige uligheder. Positiv særbehandling er ofte forbundet med tanken om et retfærdigt samfund, hvis mål er at have fair muligheder for samt lige hensyn til borgerne. Diskrimination er en præmis for positiv særbehandling, altså nogen skal opleve eller have oplevet ulige behandling. Der skelnes mellem de jure diskrimination, diskrimination gennem lovgivning, og de facto diskrimination, diskrimination gennem uformelle strukturer som værdier, vaner, normer og adfærdsmønstre.

## Begrebets oprindelse
Originalt blev begrebet positiv særbehandling anvendt i minimalistisk forstand. Positiv særbehandling i minimalistisk forstand referer til planer, hvor målet er at værne om lige mulighed, beskytte mod diskrimination samt støtte, at jobstillinger skal reklameres åbent for. Der er ikke mange nutidige modstandere mod dette.
I dag tales der oftere om positiv særbehandling i maximal forstand. Dette begreb er associeret med kvoter og præferencepolitik. I Danmark fokuseres der ofte på kvinder og minoriteter, men man kan også fokusere på alder, etnicitet, religion, seksuel orientering, handicap og andre identitetsmarkører. Kønskvoter er et emne, som der er stor uenighed om.
Man kan også anskue positiv særbehandling i bred forstand. I bred forstand tilskriver man sig ikke positiv særbehandling i minimal eller maximal forstand. I stedet anskuer man positiv særbehandling som indsatser for at ansætte mennesker fra tidligere og nutidigt diskriminerede befolkningsgrupper. Den form for diskrimination, der ofte henvises til, er strukturel diskrimination. Det betyder også, at positiv særbehandling ikke er rettet mod et bestemt køn, men mod alle der udsættes for denne form for diskrimination. Det følger dermed, at positiv særbehandling skal ses som en midlertidig praksis, for når ingen oplever strukturel diskrimination, så bortfalder begrundelsen for positiv særbehandling. Diskrimination er en præmis for positiv særbehandling.

## Kvoter
Kvoter kan være en del af en positiv særbehandlingsindsats i en organisation eller en virksomhed. Der eksisterer en del kontrovers omkring brugen af begrebet kvote. Det er derfor nyttigt at opdele begrebet i hård og blød forstand.
Kvoter i hård forstand betyder, at man har et mål om at ansætte et bestemt antal eller en bestemt procentdel. Det kan i ordets hårdeste forstand betyde, at målet skal opnås for enhver pris. Denne form for kvote kan indeholde en tidsbegrænsning, men ikke nødvendigvis. Ofte kommer tidsbegrænsningen an på, hvilke konsekvenser der er ved ikke at nå målet inden for den bestemte tid. Det er ofte dette begreb, der kritiseres. 
Kvoter i blød forstand anvender begrebet kvote om et mål, som organisationen oprigtigt forsøger at nå. Tallene eller procentdelen man ønsker at opnå stilles i god tro og forsøges at nås med omhu. Det er dermed ikke for enhver pris, at målet skal opnås. Det forventes altså ikke, at man ansætter nogen, som er underkvalificeret eller næstbedst. Det er i stedet forventeligt, at man tager et kritisk blik på ansættelsesproceduren og gør sig bevidst om ubevidst bias.

## Indsatser
Positiv særbehandling kan bl.a. tage følgende konkrete udformninger:
- Planlægning og udførelse af aktiviteter som skal afslutte eller reducere fraværet af visse befolkningsgrupper, som tidligere har været ekskluderet eller udeladt i bestemte job eller jobstillinger. Udførelsen kan tage forskellige former, og kan både være et formelt program med en nedskreven plan og et specialiseret hold til at gennemføre det, eller det kan være en enkelt person, der gennem sine handlinger og aktiviteter udfører positiv særbehandling.
- Aktiviteter, som skal reducere diskrimination, fx aktiv indsats for at modtage et passende antal ansøgninger fra kvalificerede personer fra tidligere ekskluderede grupper, et kritisk syn på processen, hvormed man udvælger de bedste ansøgere, bevidsthed og modarbejdelse af ubevidst bias[5] og stereotyper, opmærksomhed på at ansatte, som tilhører tidligere ekskluderede eller diskriminerede befolkningsgrupper, oplever retfærdig behandling og beskyttes mod chikane. Det kan også involvere træning i at genkende racisme, sexisme, sexchikane og kendskab til lovgivning om diskrimination.